# 宮島昌克
宮島 昌克（みやじま まさかつ、1956年〈昭和31年〉6月11日 - ）は、日本の工学者。金沢大学名誉教授。専門は地震工学、ライフライン地震工学、上水道防災学。

## 経歴
石川県金沢市出身。1979年 金沢大学工学部建設学科卒業。1981年、同大学院修士課程修了。京都大学大学院工学研究科博士課程修了。1983年の日本海中部地震以降の国内のほとんどの被害地震と14か国にわたる海外の地震被害調査に従事。
2014年9月 兵庫県尼崎市にあるクボタ鉄管研究部で金沢大学、ロサンゼルス市水道電気局、クボタによる『日米断層横断共同研究』を実施。大型実験装置を用いた横ズレ断層実験などを行った。
2019年1月 大阪北部地震において被災した大阪広域水道企業団と報告書に対する意見交換。
2024年1月に発生した 能登半島地震について発生直後から水道が復旧するまで数か月かかる可能性に言及。また復旧に長期間を要する原因に耐震適合率の低さを挙げ、「水道事業を担う自治体の財政難と人材不足で耐震対策に手が回らない。工事費が料金に跳ね返れば住民の負担が増すため議論が進みにくい」と指摘した。

## 委員会等
- 厚生労働省水道課「水道の耐震化計画等策定指針検討会」座長[8]
- 上下水道地震対策検討委員会 委員[9]
- 国際地盤災害軽減機構 理事長 (2020年1月 - )
- 同機構 会長 (2013年1月 - 2019年12月)
- 国際ライフライン地震工学協会 副会長
- 日本自然災害学会 評議員
- 日本水道協会「耐震技術検討専門委員会」 委員
- 日本水道協会「水道施設地震リスク管理検討委員会」 委員
- 石川県防災会議 専門委員
- 石川県土木施設災害アドバイザー[1][2]

## 主な著書
- 『地震と都市ライフライン』（分担執筆、京都大学学術出版会、1998年）
- 『徹底検証 地震と防災 石川は安全か』（分担執筆、北國新聞社、1995年）
- 『上水道防災学』（分担執筆、水道産業新聞社、2022年）
- 『上水道パイプライン地震工学』（分担執筆、水道産業新聞社、2022年）